# Paul Colman Trio
Paul Colman Trio (také PC3) byla australská křesťanská skupina založená Paulem Colmanem. Mimo něj ve skupině účinkovali ještě Phil Gaudion a Grant Norsworthy. Skupina natočila čtyři studiová alba, dvě živá alba a mimo to ještě, v křesťanských rádiech populární, písně jako např. Turn, The Selfish Song, and Fill My Cup. Debutové album New Map of the World bylo natočeno v roce 2002 a nominováno na Grammy pro Nejlepší popové gospelové album. Paul Colman začal svoji kariéru jako sólový zpěvák, natočil dvě alba v období od roku 1990 do 1998.

## Alba
- Live in America, 1999
- Serious Fun, 1999
- Turn, 2000
- pc3 - Live Acoustic, 2001
- pc3 - Live Electric, 2001
- pc3 - Live (USA version), 2001
- New Map of the World, 2002
- One, 2003